# Sram 2
Sram 2 est une fiction interactive sortie en 1986 sur Amstrad CPC. Édité par ERE Informatique, le jeu a été conçu par Jacques Hemonic, Serge Hauduc et Ludovic Hauduc. Ce jeu est la suite de Sram, sorti plus tôt la même année.
Pour son époque, ce jeu disposait déjà d'un analyseur syntaxique. Celui-ci a été développé par Jacques Hemonic en assembleur sur le Z80. Cet analyseur syntaxique pouvait analyser le français, l'anglais, l'allemand et l'italien.[réf. souhaitée]

## Système de jeu
L'écran est divisé en 3 parties: un inventaire, situé sur la droite, une console de texte, située en bas de l'écran, et une image représentant la situation actuelle du joueur. L'objectif est d'analyser l'image et de trouver la bonne combinaison de texte à entrer dans la console pour effectuer une action. Ainsi, une commande comme "PRENDRE TORCHE" permets de prendre l'objet torche visible sur l'écran, tandis que "ALLER AU NORD" permets d'accéder à un autre tableau. Certains tableaux nécessitent plusieurs actions pour pouvoir accéder au tableau suivant.
Lorsqu'un texte est entré, l'analyseur syntaxique recherche et surligne les mots clés, et valide la phrase si ceux-ci sont présents. Ainsi entrer un mot comme "NORD", ou une phrase comme "ALLER NORD" ou "ALLER AU NORD" aboutiront toutes à la même action. De même, si une phrase incorrecte est entrée, l'ordinateur donnera une phrase en réponse, comportant parfois des indices pour trouver la bonne combinaison. Toutefois, attention à ce que vous entrez, l'analyseur de texte n'aime pas les grossièretés, et vous punira en quittant le jeu, après vous avoir mis en garde une première fois.
Dans SRAM 2, le temps a aussi son importance, et une indication de l'heure (propre au jeu) vous est fournie, dans la zone au-dessus de l'image. Ainsi, certaines actions ne sont possibles qu'à certaines heures, ou visiter un lieu a une heure donnée peut avoir des conséquences tragiques.